# Mobivia
Mobivia S.A. mit Sitz in Sainghin-en-Mélantois bei Lille ist ein französisches Familienunternehmen im Handel von Kraftfahrzeugzubehör, Autoersatzteilen und Reifen, sowie dem Betrieb von an die Filialen angeschlossenen Kraftfahrzeug-Werkstätten. Mobivia ist Marktführer in Europa, mit einem Umsatz von EUR 3,2 Mrd. im Jahr 2019, knapp 2.100 Filialen und mehr als 23.000 Mitarbeitern weltweit. Zum Mobivia-Konzern gehören insgesamt 19 Marken in 16 Ländern, darunter Norauto, Auto 5, Midas, Carter-Cash, sowie ATU im deutschsprachigen Raum. Unter der Marke Via ID investiert Mobivia zudem darüber hinaus in Start-Ups, die Lösungen im Bereich urbane und geteilte Mobilität entwickeln.

## Hintergrund
Im Jahr 1970 eröffnete Eric Derville, Mitglied der einflussreichen französischen Unternehmerfamilie Mulliez, seine erste Kfz-Werkstatt unter dem Namen Norauto in Lille; nach Wachstum in Frankreich erfolgte die Eröffnung von Töchtern in Spanien (1986), Italien (1990), Belgien (1992) und Portugal (1996). Ab dem Jahr 2002 diversifierte Norauto durch den Kauf von Konkurrenten und der Eröffnung neuer Konzepte: u. a. Kauf von Auto 5-Kfz-Werkstätten in Belgien (2002); der Eröffnung von Carter-Cash, dem Handel von preisgünstigem Autozubehör (2002); Adedis, heute Norauto Franchise, und Synchro Diffusion (B2B-Vertrieb von Kfz-Teilen) im Jahr 2003; Midas in Europa und Lateinamerika, ein Franchiseunternehmen für Autoreparatur von Reifen und Windschutzscheiben (2004). Im Jahr 2010 firmierte der Norauto-Konzern in Mobivia um. 2016 erwarb Mobivia ATU in Deutschland.
Parallel zu dem Wachstum im Kerngeschäft investiert Mobivia über die hauseigene Beteiligungsgesellschaft Via ID in Start-ups in den Bereichen eCommerce und Mobilität.

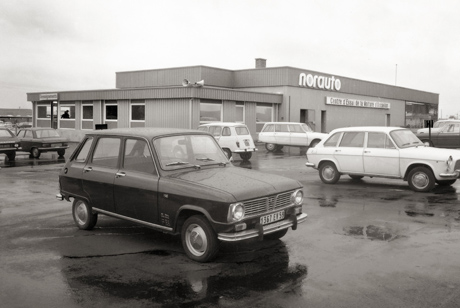
Parkplatz der ersten Norauto Werkstatt in Lille (um 1970)